# Mig og min mor
Mig og min mor er et dansk realityshow om forskellige personers forhold til deres mor. Serien blev sendt på Kanal 4 og har seks sæsoner, som tilsammen skildrer hverdagsbegivenheder og oplevelser mor og barn imellem. 

## Medvirkende
| Sæson 1                   | Sæson 2                   | Sæson 3       | Sæson 4          | Sæson 5         | Sæson 6                              |
| ------------------------- | ------------------------- | ------------- | ---------------- | --------------- | ------------------------------------ |
| Malou Stella & Britta     |                           |               |                  |                 |                                      |
| Joy & Mia                 | Joy & Mia                 | Joy & Mia     |                  | Joy & Mia       | Joy & Mia                            |
| Victoriah & Zanne         |                           |               |                  |                 |                                      |
| Elisabeth & Anne Birgitte |                           |               |                  |                 |                                      |
| Maria & Elin              |                           |               |                  |                 |                                      |
|                           | Jessica Priscilla & Jette |               |                  |                 |                                      |
|                           | Simone & Bettina          |               |                  |                 |                                      |
|                           | Nadialine & Anja & Momse  |               |                  |                 |                                      |
|                           |                           | Peter & Dorte |                  |                 |                                      |
|                           |                           |               | Diana & Marianne |                 |                                      |
|                           |                           |               |                  | Irina & Mila    |                                      |
|                           |                           |               |                  | Julie & Rihanna |                                      |
|                           |                           |               |                  |                 | Pernille & Jane                      |
|                           |                           |               |                  |                 | Gæstestjerne: Asbjørn Riis og sønner |